# Meir Kessler
Pour les articles homonymes, voir Kessler.
Meir Kessler (né le 17 février 1961 à Bnei Brak) est grand-rabbin de Modiin Illit.